# Lars Volbrecht
Lars Volbrecht (* 1979 in Hameln) ist ein deutscher Koch.

## Werdegang
Volbrecht ging 2015 nach der Ausbildung zum Restaurant Atelier & Garden bei Jan Hartwig in München (ein Michelinstern).
Im Juli 2017 wurde er Inhaber und Küchenchef der Alte Vogtei in Köngen; 2017 wurde das Restaurant mit einem Michelinstern ausgezeichnet. Seine Frau Nadine arbeitete als Maitre im Restaurant. Im Juni 2018 schloss er das Restaurant und informierte den Guide Michelin; trotzdem wurde das geschlossene Restaurant erneut mit einem Michelinstern ausgezeichnet.
Seit März 2024 ist Volbrecht Küchenchef im Restaurant Hohe Düne auf Juist.